# Deliochus zelivira
Espèce
Synonymes
- Meta zelivira Keyserling, 1887

Deliochus zelivira est une espèce d'araignées aranéomorphes de la famille des Araneidae.

## Distribution
Cette espèce est endémique d'Australie. Elle se rencontre au Queensland, en Nouvelle-Galles du Sud, dans le Territoire de la capitale australienne, au Victoria, en Tasmanie, et dans le Sud-Ouest de l'Australie-Occidentale.

## Description
Le mâle syntype mesure 3,5 mm et la femelle syntype 7,0 mm.
Le mâle décrit par Kallal et Hormiga en 2018 mesure 3,30 mm et la femelle 7,57 mm, les mâles mesurent de 3,30 à 4,41 mm et les femelles de 5,67 à 9,28 mm.

## Systématique et taxinomie
Cette espèce a été décrite sous le protonyme Meta zelivira par Keyserling en 1887. Elle est placée dans le genre Deliochus par Simon en 1894.

## Publication originale
- Keyserling, 1887 : Die Arachniden Australiens. Nürnberg, vol. 2, p. 153-232 (texte intégral).